# Fighting for One Piece
Fighting for One Piece (FIGHTING FOR ワンピース?, Fighting for Wan Pisu) è un videogioco picchiaduro pubblicato e sviluppato da Bandai per PlayStation 2, basato sul manga e anime di One Piece.

## Modalità di gioco
Il gioco è un classico picchiaduro ad incontri in cui il giocatore deve sconfiggere l'avversario al meglio dei tre incontri. Esistono in tutto cinque modalità di gioco:
- Battle Mode
- Gamble Mode
- VS Mode
- Training Mode
- Record Mode

## Personaggi
- Monkey D. Rufy
- Roronoa Zoro
- Usop
- Sanji
- TonyTony Chopper
- Nico Robin
- Franky
- Smoker
- Portuguese D. Ace
- Crocodile
- Ener
- Aokiji

## Accoglienza
Al momento dell'uscita, i quattro recensori della rivista Famitsū hanno dato un punteggio di 26/40.